# توماسو بیاسچی
توماسو بیاسچی (انگلیسی: Tommaso Biasci؛ زادهٔ ۱۰ نوامبر ۱۹۹۴) بازیکن فوتبال اهل ایتالیا است.
از باشگاه‌هایی که در آن بازی کرده‌است می‌توان به باشگاه فوتبال پیزا اشاره کرد.